# Fernley
Fernley és una població dels Estats Units a l'estat de Nevada. Segons el cens del 2007 tenia 12.673 habitants.

## Demografia
Segons el cens del 2000, Fernley tenia 8.543 habitants, 3.151 habitatges, i 2.366 famílies La densitat de població era de 93,13 habitants per km².
Dels 3.151 habitatges en un 38,5% hi vivien nens de menys de 18 anys, en un 59,5% hi vivien parelles casades, en un 10,2% dones solteres, i en un 24,9% no eren unitats familiars. En el 18,9% dels habitatges hi vivien persones soles el 6,5% de les quals corresponia a persones de 65 anys o més que vivien soles. El nombre mitjà de persones vivint en cada habitatge era de 2,71 i el nombre mitjà de persones que vivien en cada família era de 3,08.
Per edats la població es repartia de la següent manera: un 29,2% tenia menys de 18 anys, un 7,6% entre 18 i 24, un 29,9% entre 25 i 44, un 23,7% de 45 a 64 i un 9,6% 65 anys o més.
L'edat mediana era de 34,8 anys. Per cada 100 dones hi havia 100,68 homes. Per cada 100 dones de 18 o més anys hi havia 98,39 homes.
La renda mediana per habitatge era de 44.695$ i la renda mediana per família de 49.596$. Els homes tenien una renda mediana de 37.480$ mentre que les dones 26.938$. La renda per capita de la població era de 18.622$. Aproximadament el 4,9% de les famílies i el 6,3% de la població estaven per davall del llindar de pobresa.

## Poblacions més properes
El següent diagrama mostra les poblacions més properes.